# Ichneumon cavator
Ichneumon cavator is een vliesvleugelig insect dat behoort tot de orde vliesvleugeligen (Hymenoptera) en de familie van de gewone sluipwespen (Ichneumonidae). De wetenschappelijke naam van de soort werd voor het eerst geldig gepubliceerd door Muller in 1776.

## Bijzonderheden
De naam komt ook voor als Ichneumon cavator Villers, 1789 dit is waarschijnlijk een junior homoniem.